# 人肉盾牌

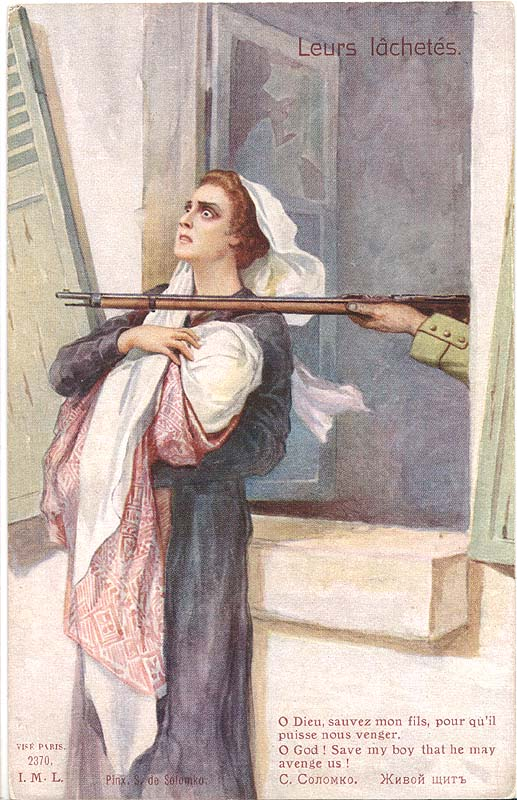
谢尔盖·索洛姆科創作的有關人肉盾牌的明信片

人肉盾牌又稱人體盾牌，簡稱肉盾，是指一个非战斗人员或一群非战斗人员自愿或被迫站在軍事人員或軍事基地前，以阻止對手对其进行攻击。印度的圣雄甘地曾經提出通過人肉盾牌來抵抗英属印度當局。

## 法律
根据1949年日内瓦公约、1977年日内瓦公约第一附加议定书和1998年国际刑事法院罗马规约，强迫非战斗人员充当人体盾牌屬於战争罪。